# 네라강
네라강(이탈리아어: Nera)은 이탈리아 움브리아주 지역 대부분에 흐르는 116 km의 긴 강이다. 테베레강으로 흐르는 이 강은 폴리뇨 동쪽에 있는 시빌리니 산이 발원지이다. 네라강은 남쪽을 향해 흘러 테르니와 나르니를 지나, 오르테 근처에 있는 테베레강과 만난다.